# Žydrūnas
Žydrūnas  è un nome proprio di persona lituano maschile.

## Origine e diffusione
L'origine non è del tutto certa; potrebbe essere basato sul termine lituano žydras, che significa "blu". In tal caso, avrebbe significato affine ai nomi Aoi e Azzurra.

## Onomastico
Il nome non è portato da alcun santo, ovvero è adespota, quindi l'onomastico ricade il 1º novembre, giorno di Ognissanti.

## Persone
- Žydrūnas Ilgauskas, cestista lituano
- Žydrūnas Karčemarskas, calciatore lituano
- Žydrūnas Savickas, atleta e strongman lituano